# Resolució 1894 del Consell de Seguretat de les Nacions Unides
La Resolució 1894 del Consell de Seguretat de les Nacions Unides fou adoptada per unanimitat l'11 de novembre de 2009. Després de lamentar el fet que els civils constitueixen la gran majoria de víctimes en els conflictes armats i el bloqueig a l'accés a l'assistència humanitària, el Consell va exigir que les parts en conflicte compleixin estrictament amb el dret internacional humanitari, drets humans i refugiats, així com amb les resolucions del Consell sobre protecció dels civils i l'accés sense restriccions a l'ajuda humanitària.
Considerant que els atacs deliberats a civils, a més constituir una violació sistemàtica, flagrant i generalitzada del dret internacional, podria constituir una amenaça per a la pau i la seguretat internacionals, el Consell va reafirmar la seva disposició a considerar les mesures apropiades contra els infractors, d'acord amb la Carta de les Nacions Unides. Demana a totes les parts en els conflictes que reforcin la protecció dels civils mitjançant la conscienciació a tots els nivells, especialment a les forces armades. També demana al Secretari General de les Nacions Unides que desenvolupi un concepte operatiu de protecció de civils abans de l'execució de mandats de missions de manteniment de la pau.